# Pygophora microchaeta
Pygophora microchaeta är en tvåvingeart som beskrevs av Crosskey 1962. Pygophora microchaeta ingår i släktet Pygophora och familjen husflugor. Inga underarter finns listade i Catalogue of Life.